# Јоел Лундквист
Пер Јоел Лундквист (швед. Per Joel Lundqvist; рођен 2. марта 1982. у Ореу, Шведска) професионални је шведски хокејаш на леду који игра на позицији централног нападача.
Тренутно наступа за шведску екипу Фрелунде, са којом је у јулу 2009. потписао шестогодишњи уговор. Двоструки је првак Шведске са Фрелундом (из сезона 2002/03. и 2004/05).
Године 2000. учествовао је на улазном драфту НХЛ лиге где га је као 68. пика у 3. рунди одабрала екипа Далас Старса.
Са сениорском репрезентацијом Шведске освојио је три титуле светског првака (СП 2006., СП 2013. и СП 2017. године).
Његов брат близанац Хенрик такође је професионални хокејаш, и игра на позицији голмана.

## Клупска каријера
Прве хокејашке кораке Јол је начинио у школи хокеја клуба Фрелунда, заједно са братом близанцем Хенриком, за који су обојица дебитовала у јуниорском тиму у сезони 1998/99 (Јол на позицији централног нападача, а Хенрик као голман). Дебитантске наступе у првом тиму Фрелунде Јол је остварио током сезоне 2000/01. када је одиграо својих првих 9 професионалних утакмица.
Пре првих сениорских наступа, као перспективан хокејаш по оценама скаута НХЛ лиге, учествује на улазном драфту НХЛ-а 2000. где га је као 68. пика у трећој рунди драфта одабрала екипа Старса из Даласа. Пре потписивања уговора са америчким тимом, Лундквист је још 6 сезона играо у редовима Фрелунде, и за то време освојио две титуле националног првака (2002/03. и 2004/05) и једну сребрну медаљу (у сезони 2005/06).
Крајем маја 2006. одлази у Сједињене Државе и потписује једногодишњи уговор са екипом Даласа, а поменуту сезону започиње у редовима екипе Ајова Старса, филијале Даласа из Америчке хокејашке лиге. Након 40 одиграних утакмица и 38 остварених поена у редовима тима из Ајове, одлази у Далас где дебитује у НХЛ лиги 3. децембра 2006. године. Први погодак у најјачој лиги на свету постигао је 17. јануара 2007. на утакмици против Калгари Флејмса. За НХЛ лигаша из Тексаса одиграо је 36 утакмица у лигашком (6 поена) и још 7 утакмица (2 гола) у плејоф делу сезоне, након чега је поново пребачен у екипу из Ајове где је и окончао ту сезону.
Његов брат Хенрик је у НХЛ лиги заиграо годину дана раније, у дресу њујоршких Ренџера. На утакмици између два тима играној 14. децембра 2006. два брата су играла један против другог, и био је то тек трећи пут у дотадашњој историји НХЛ лиге да су два брата близанца играли један против другог у званичним утакмицама.
По окончању прве НХЛ сезоне, Лундквист је продужио уговор са Старсима на још две сезоне. Како током те две сезоне није успео да оствари неке запаженије статистичке учинке у лиги, одлучује да се врати у Шведску и 2009. потписује шестогодишњи уговор са својом матичном Фрелундом. За све то време трајања уговора имао је улогу капитена у свом тиму.

## Репрезентативна каријера
Први наступ за репрезентацију Шведске на великој сцени остварио је на светском првенству за играче до 18 година 2000. године. На том турниру постигао је 3 гола и 1 асистенцију и заједно са екипом освојио бронзану медаљу.
Први важнији наступ за сениорску репрезентацију забележио је на Светском првенству 2006. играном у Риги. Репрезентација Шведске је на том такмичењу освојила титулу светског првака, а Лундквист је на 8 одиграних утакмица постигао један гол. Исти успех поновио је и на СП 2013. чији су домаћини били Шведска и Финска.
На СП 2014. играном у Минску по први пут је наступао као капитен националне селекције. Одиграо је свих 10 утакмица, постигао 1 погодак и освојио бронзану медаљу.